# Білоруська державна філармонія
Білоруська державна філармонія (біл. Беларуская дзяржаўная філармонія, повна офіційна назва — біл. Установа «Беларуская дзяржаўная ордэна Працоўнага Чырвонага Сцяга філармонія») — філармонія в місті Мінську, одна з чотирьох філармоній у Білорусі.

## Історія
Офіційно відкрилася 25 квітня 1937. До складу філармонії входили симфонічний оркестр, оркестр білоруських народних інструментів, Білоруський ансамбль народної пісні і танцю та Білоруська хорова капела. 1940 року філармонію було нагороджено Орденом Трудового Червоного Прапора за видатні успіхи в розвитку білоруського музичного мистецтва. У часи радянсько-німецької війни артисти філармонії брали участь у складі концертних бригад, що давали концерти для військових радянської армії. Філармонія відновила роботу 21 вересня 1946.
У квітні 1963 року відкрито концертний зал на 930 місць, (район площі Я. Коласа, Бульвар Мулявіна). Архітектор будівлі філармонії — Г. М. Бенедикт. У філармонії з'являються нові колективи, започатковано щорічні фестивалі «Мінська весна» і «Білоруська музична осінь».
Упродовж 2002—2004 років проводилися ремонтні роботи, була поліпшена акустика залу, підсвічування. Кількість місць у Великому залі було скорочено до 688 і відкрито Малий зал ім. Г. Ширми (200 місць).
26 січня 2005 — перший концерт в оновленому залі.
У серпні 2020 працівники філармонії долучилися до протесту з вимогою відставки президента Білорусі Олександра Лукашенка.

## Творчі колективи
- Державний академічний симфонічний оркестр Республіки Білорусь
- Національний академічний народний оркестр Республіки Білорусь ім. І.Жиновича
- Заслужений колектив Державна академічна хорова капела Республіки Білорусь імені. Г. Ширми
- Державний камерний оркестр Республіки Білорусь
- Державний камерний хор Республіки Білорусь
- Ансамбль солістів «Класик-авангард»
- Мінський струнний квартет
- Ансамбль солістів під керуванням І. Іванова
- Білоруський державний ансамбль народної музики «Свята»
- Ансамбль «Камерата»
- Фольклорний гурт «Купалінка»
- Концертно-гастрольний відділ
- Філармонія для дітей та юнацтва
- Білоруський поетичний театр одного актора «Зніч»